# Double LIVE!
Albums de Yngwie Malmsteen
Concerto Suite For Electric Guitar & Orchestra In Eb Minor, Opus I - Millenium
(1998) Alchemy
(1999)
Double LIVE! est un double album live de Yngwie Malmsteen enregistré au Brésil en 1998 au cours de la tournée Facing the Animal. Il a été enregistré les 5 et 6 mai 1998 à l'Olympia de São Paulo et le 7 mai 1998 au Metropolitan de Rio de Janeiro. D'après Mats Leven la plupart des morceaux proviennent du deuxième soir à Sao Paulo.

## Liste des plages

### CD1
| No | Titre              | Paroles                | Musique   | Durée |
| -- | ------------------ | ---------------------- | --------- | ----- |
| 1. | My Resurrection    | Yngwie Malmsteen       | Malmsteen | 5:38  |
| 2. | Facing the Animal  | Malmsteen              | Malmsteen | 4:21  |
| 3. | Rising Force       | Joe Lynn Turner        | Malmsteen | 5:08  |
| 4. | Bedroom Eyes       | Göran Edman, Malmsteen | Malmsteen | 5:54  |
| 5. | Far Beyond the Sun | (instrumental)         | Malmsteen | 9:14  |
| 6. | Like an Angel      | Malmsteen              | Malmsteen | 6:08  |
| 7. | Braveheart         | Malmsteen              | Malmsteen | 4:52  |
| 8. | Seventh Sign       | Malmsteen              | Malmsteen | 6:44  |
| 9. | Trilogy Suite      | (instrumental)         | Malmsteen | 15:03 |

### CD 2
| No | Titre                       | Paroles                    | Musique                                              | Durée |
| -- | --------------------------- | -------------------------- | ---------------------------------------------------- | ----- |
| 1. | Gates of Babylon            | Ronnie James Dio           | Ritchie Blackmore                                    | 7:45  |
| 2. | Alone in Paradise           | Malmsteen                  | Malmsteen                                            | 4:54  |
| 3. | Pictures of Home            | Ian Gillan                 | Ritchie Blackmore, Roger Glover, Jon Lord, Ian Paice | 4:38  |
| 4. | Never Die                   | Malmsteen                  | Malmsteen                                            | 6:56  |
| 5. | Black Star                  | (instrumental)             | Malmsteen                                            | 7:18  |
| 6. | I'll See the Light, Tonight | Jeff Scott Soto, Malmsteen | Malmsteen                                            | 4:48  |

## Équipe artistique
- Yngwie Malmsteen - guitare, voix de Red House
- Mats Leven - voix
- Mats Olausson - claviers
- Barry Dunaway - basse
- Jonas Ostman - batterie
- Rich DiSilvio - pochette

## Conception
- Yngwie a préféré retirer deux titres joués le soir de l'enregistrement : Heaven Tonight et You Don't Remember, I'll Never Forget car d'après lui, ces chansons ont été tellement jouées que le public les connait par cœur et leur interprétation n'aurait pas été des plus fameuses ce soir-là.
- À l'origine Cozy Powell devait être le batteur de cette tournée, mais à la suite de sa mort tragique le 5 avril 1998, Jonas Ostman l'a remplacé.

## Sources
1. ↑  « Mats Levén Fanclub », sur matsleven.com via Wikiwix (consulté le 12 juin 2023).